# Saro Urzì
Saro Urzì (ur. 24 lutego 1913 w Katanii, zm. 1 listopada 1979 w San Giuseppe Vesuviano) – włoski aktor filmowy. 

## Życiorys
Urodzony na Sycylii, w młodym wieku przeniósł się do Rzymu, by tam szukać szczęścia. W 1949 poznał neorealistycznego reżysera Pietra Germiego, którego wkrótce stał się ulubionym aktorem. Wystąpił u niego w takich filmach, jak m.in.: Pod niebem Sycylii (1949), Droga nadziei (1950), Czerwony sygnał (1956), Człowiek ze słomy (1958), W ślepej uliczce (1959), a zwłaszcza Uwiedziona i porzucona (1964). Kreacja ta przyniosła mu nagrodę dla najlepszego aktora na 17. MFF w Cannes.
Urzì miał na swoim koncie występy w serii filmów komediowych o Don Camillo z Fernandelem w roli głównej. Były wśród nich: Mały światek Don Camilla (1952), Powrót Don Camilla (1953), Don Camillo i poseł Peppone (1955), Don Camillo prałatem (1961). Aktor zagrał również w sycylijskiej sekwencji w Ojcu chrzestnym (1972) w reżyserii Francisa Forda Coppoli.